# Elecciones estatales de Sajonia de 2024
Las elecciones estatales de Sajonia de 2024 tuvieron lugar el 1 de septiembre de 2024, con el propósito de elegir a los miembros del Parlamento Regional Sajón.
La CDU siguió siendo el partido más grande con ligeras pérdidas, seguida de cerca por la Alternativa para Alemania (AfD), que obtuvo su mejor resultado de la historia en Sajonia. El SPD se mantuvo estable mientras que los Verdes cayeron a poco más del 5% de los votos; la coalición titular perdió su mayoría. La Alianza Sahra Wagenknecht se postuló por primera vez y ganó el 12 % y quince escaños. Die Linke cayó por debajo del umbral electoral del 5%, pero mantuvo su representación en el Landtag después de ganar dos circunscripciones directas en virtud de la cláusula del mandato básico. Los Votantes Libres (FW) eligieron a un solo diputado después de que el candidato principal Matthias Berger ganara la circunscripción de Leipzig-Land III.

## Antecedentes
Las elecciones de 2019 estuvieron marcadas por grandes ganancias para la AfD, que obtuvo casi el 28% de los votos y se convirtió en la segunda fuerza política. Después de las derrotas, la Unión Demócrata Cristiana (CDU) formó una coalición con Alianza 90/Los Verdes (B'90/Die Grünen) y el Partido Socialdemócrata de Alemania (SPD), bajo el ministro-presidente Michael Kretschmer.
El 28 de junio de 2023, el Parlamento Regional Sajón estableció el 1 de septiembre de 2024 como fecha para las elecciones. El mismo día se celebrarán las elecciones en Turingia.

## Encuestas

Regresión de las encuestas.

## Sistema electoral
El Parlamento Regional (Landtag) está formado por 120 diputados (en alemán: Mitglied des Landtags, MdL), elegidos para una legislatura de cinco años por sufragio universal directo y usando el sistema proporcional Sainte-Laguë, hasta las elecciones de 2019 se usaba el sistema d'Hondt.
Cada elector tiene dos votos: el primero (Wahlkreisstimme) le permite votar por un candidato de su circunscripción según las condiciones del escrutinio mayoritario uninominal, teniendo el Land un total de 60 circunscripciones; el segundo voto (Landesstimme) le permite votar a favor de una lista de candidatos presentada por un partido a nivel estatal.
Durante el recuento, los 120 escaños se distribuyen proporcionalmente a los segundos votos entre los partidos que hayan obtenido al menos el 5% de los votos emitidos a nivel del Land o de 2 circunscripciones. Si un partido ha obtenido mandatos mediante votación uninominal, sus escaños son ocupados primero por ellos.
En el caso de que un partido obtenga más mandatos en la votación uninominal que los que le otorga la votación proporcional, conserva estos mandatos adicionales y el tamaño del Landtag se incrementa mediante mandatos adicionales distribuidos a los demás partidos para restablecer una composición proporcional a la segundas votaciones.

## Campaña de los partidos
Propuesto como líder (Spitzenkandidat) a partir del 5 de febrero de 2023 por el comité directivo regional del Partido Democrático Libre (FDP), el concejal municipal de Dresde, Robert Malorny, vio ratificada su candidatura durante una convención regional el 20 de enero de 2024 en Döbeln por el 92,8% de votos emitidos. Su objetivo era garantizar el regreso del FDP al Landtag, del que ha estado ausente durante diez años por no haber logrado cruzar el umbral electoral del 5% de votos emitidos en las elecciones de 2019.
Durante una reunión celebrada el 25 de septiembre de 2023, el comité directivo regional del Partido Socialdemócrata de Alemania (SPD) propuso por unanimidad nombrar líder a la ministra de Asuntos Sociales del gobierno de Kretschmer, Petra Köpping. La decisión fue ratificada por 97% de votos emitidos en un congreso regional del partido, celebrado el 25 de noviembre en presencia del copresidente federal del SPD, Lars Klingbeil.
Durante un congreso regional organizado en Chemnitz el 5 de noviembre de 2023, Die Linke nombró a una pareja de líderes en la persona de su copresidenta en Sajonia, Susanne Schaper, que recibió el apoyo del 91,7% de delegados, y Stefan Hartmann, que logro el 78,3% de votos emitidos. El 14 de abril de 2024, Susanne Schaper fue nominada para ocupar el primer lugar de la lista regional con 93,7% de los votos en una convención regional que también aprobó el programa electoral del partido.
El 20 de enero de 2024, la Unión Demócrata Cristiana (CDU) nombró líder a su presidente regional y ministro presidente saliente, Michael Kretschmer. Este logro el 94,8% de los votos emitidos, un descenso de un punto y medio porcentual respecto a su candidatura para las elecciones de 2019. En esta ocasión, expresó su oposición a la formación de un gobierno en minoría tras las elecciones, refiriéndose a que su coalición “Kenia" con los socialdemócratas y los ecologistas ya no era mayoría en las encuestas.
Alternativa para Alemania (AfD) eligió el 13 de marzo de 2024 en un congreso en Glauchau investir como líder a Jörg Urban, presidente del grupo parlamentario regional desde octubre de 2017 y de la rama regional del partido desde febrero de 2018. El ZDF informó en esta ocasión que era miembro del movimiento Der Flügel, clasificado como de extrema derecha por los servicios de inteligencia nacionales y posteriormente disuelto.
Alianza 90/Los Verdes (Grünen) formó un trío de líderes el 16 de marzo de 2024 en Chemnitz con motivo del congreso reunido para constituir la lista regional. Reúne a la ministra de Justicia regional, Katja Meier, al ministro de Medio Ambiente regional, Wolfram Günther, y a la presidenta del grupo parlamentario, Franziska Schubert. Ocuparon respectivamente el primer, segundo y tercer lugar en la lista de candidatos.

## Partidos participantes
Un total de 23 partidos presentaron listas. De ellos, el 5 de julio de 2024 se aprobaron los siguientes 19 partidos:

### Formaciones con representación parlamentaria
| Partido(s) | Partido(s) | Partido(s)                            | Ideología              | Posición        | Cabeza/s de lista  | Escaños en el Parlamento |
| ---------- | ---------- | ------------------------------------- | ---------------------- | --------------- | ------------------ | ------------------------ |
|            | CDU        | Unión Demócrata Cristiana de Alemania | Democracia cristiana   | Centroderecha   | Michael Kretschmer | 45/119                   |
|            | AfD        | Alternativa para Alemania             | Populismo de derecha   | Extrema derecha | Jörg Urban         | 38/119                   |
|            | Linke      | La Izquierda                          | Socialismo democrático | Izquierda       | Susanne Schaper    | 14/119                   |
|            | Grüne      | Alianza 90/Los Verdes                 | Política verde         | Centroizquierda | Katja Meier        | 12/119                   |
|            | SPD        | Partido Socialdemócrata de Alemania   | Socialdemocracia       | Centroizquierda | Petra Köpping      | 10/119                   |

### Formaciones sin representación parlamentaria
| Candidatura | Candidatura                                                               | Cabeza de lista    | Ideología                | Posición        |
| ----------- | ------------------------------------------------------------------------- | ------------------ | ------------------------ | --------------- |
|             | Alianza Sahra Wagenknecht-Por la Razón y la Justicia (BSW)                | Sabine Zimmermann  | Populismo de izquierda   | Izquierda       |
|             | Partido Democrático Libre (FDP)                                           | Robert Malorny     | Liberalismo clásico      | Centroderecha   |
|             | Votantes Libres (FW)                                                      | Matthias Berger    | Localismo                | Centroderecha   |
|             | Die PARTEI (Die PARTEI)                                                   | Sabine Küchler     | Sátira política          | Izquierda       |
|             | Partido Pirata de Alemania (Piraten)                                      | Stephanie Henkel   | Movimiento pirata        | Centroizquierda |
|             | Partido Ecológico-Democrático (ÖDP)                                       | Jonas Bialon       | Conservadurismo verde    | Centroderecha   |
|             | Alianza Alemania (BD)                                                     | Steffen Große      | Conservadurismo          | Centroderecha   |
|             | Partido Acción por la Protección Animal (Tierschutz hier!)                | Uwe Werner         | Derechos de los animales | Centroizquierda |
|             | Unión de los Valores (WU)                                                 | Heiko Petzold      | Liberalismo económico    | Centroderecha   |
|             | Partido Democrático de Base de Alemania (dieBasis)                        | David Murcek       | Democracia de base       | Atrapalotodo    |
|             | Movimiento de Derechos Ciudadanos Solidaridad (BüSo)                      | Michael Gründler   | Larouchismo              | Sincrético      |
|             | Alianza C - Cristianos para Alemania (Bündnis C)                          | Thomas Lamowski    | Conservadurismo          | Centroderecha   |
|             | Sajonia Libre (Freie Sachsen)                                             | Martin Kohlmann    | Regionalismo             | Extrema derecha |
|             | V-Partei³ - Partido por el Cambio, los Vegetarianos y Veganos (V-Partei³) | Simone Schwarzbach | Derechos de los animales | Centroizquierda |

## Resultados
|  | 34.43 % |

|  | 31.90 % |

|  | 33.96 % |

|  | 30.63 % |

|  | 6.34 % |

|  | 11.82 % |

|  | 6.18 % |

|  | 7.33 % |

|  | 5.09 % |

|  | 5.11 % |

|  | 6.38 % |

|  | 4.47 % |

|  | 4.83 % |

|  | 2.26 % |

|  | 0.54 % |

|  | 2.22 % |

|  | 1.01 % |

|  | 1.44 % |

|  | 0.89 % |

|  | 0.11 % |

|  | 0.84 % |

|  | 0.29 % |

|  | 0.04 % |

|  | 0.29 % |

|  | 0.08 % |

|  | 0.28 % |

|  | 0.03 % |

|  | 0.19 % |

|  | 0.19 % |

|  | 0.14 % |

|  | 0.01 % |

|  | 0.08 % |

|  | 0.03 % |

|  | 0.07 % |

|  | 0.51 % |

|  | 98.78 % |

|  | 99.17 % |

|  | 1.22 % |

|  | 0.83 % |

|  | 100.00 % |

|  | 100.00 % |

|  | 74.39 % |

|  | 74.39 % |

## Consecuencias

### Investigaciones de fraude electoral
La Oficina Estatal de Policía Criminal está investigando dos casos de presunto fraude electoral, en los que alrededor de 120 papeletas de voto por correo en Dresde y 14 en Radeberg parecían tener sus votos reales tapados y reemplazados por votos para el partido de extrema derecha Sajonia Libre. El distrito de votación por correo Langebrück-2/Schönborn en Dresde arrojó un resultado inusualmente alto del 10,2% de los votos para el partido, que obtuvo un 2% o menos en el resto de la ciudad.  Los expertos observaron que el distrito de votación postal vecino Langebrück-1 había arrojado una cifra igualmente inusual del 13,4% en las elecciones municipales de junio de 2024, lo que resultó en la elección de uno de los candidatos de Sajonia Libre. Los comités electorales de Dresde y Bautzen invalidaron todas las papeletas en sus escrutinios finales de los resultados el 5 de septiembre, mientras que el comité electoral estatal se reunirá el 13 de septiembre para determinar las posibles consecuencias del resultado de las elecciones.

### Formación del gobierno
Después de las elecciones en Turingia y Sajonia, Sahra Wagenknecht, líder del BSW, manifestó sus preferencias de formar una coalición con la CDU y/o el SPD en una entrevista con ARD.
Aunque una coalición de derechas entre la CDU y la AfD tendría mayoría, la CDU nacional ha prohibido a cualquier facción estatal trabajar con ese partido. Por ello, la única coalición mayoritaria posible era entre la CDU, el BSW y el SPD,también conocida como la “Coalición Mora”.
Kretschmer se reunió con Wagenknecht el 9 de septiembre "para explorar posibilidades de cooperación política constructiva", con miras a iniciar negociaciones con BSW a nivel estatal. El líder federal de la CDU, Friedrich Merz, apeló a los nerviosos miembros del partido para que confiaran en Kretschmer y Mario Voigt en sus respectivas negociaciones, pero reiteró que el partido rechazaría cualquier cooperación o incluso conversaciones con la AfD. Kretschmer admitió que la formación exitosa de un gobierno sería un "gran desafío", pero descartó repetidamente un gobierno minoritario.
En un discurso pronunciado el 20 de septiembre, Merz describió una posible coalición que incluyera al BSW en Sajonia o Turingia como "muy, muy, muy improbable", aunque con el objetivo declarado de mantener a la AfD fuera de la oficina del Ministro-Presidente, no descartó otras formas de cooperación con el partido.Las conversaciones exploratorias entre la CDU, el BSW y el SPD comenzaron el 23 de septiembre.
El 17 de octubre, los tres partidos elaboraron un informe sobre las conversaciones exploratorias en el que se concluía que "es posible una cooperación constructiva y orientada a la búsqueda de soluciones para Sajonia". Los comités ejecutivos estatales de los partidos se reunirán para votar la aprobación de nuevas negociaciones en los próximos días.El 25 de octubre, el SPD suspendió su participación en protesta por la votación de varios parlamentarios estatales del BSW junto con la AfD para establecer una comisión de investigación parlamentaria sobre la gestión de la pandemia de COVID-19 por parte del gobierno estatal. Las conversaciones se reanudaron la semana siguiente, tras las discusiones entre los líderes de los partidos.
El 5 de noviembre, el BSW abandonó definitivamente las negociaciones y declaró que habían fracasado, alegando que las partes tenían diferencias irreconciliables sobre los temas de las finanzas estatales, la migración y la guerra en Ucrania. El único gobierno posible restante era un gobierno minoritario o una coalición liderada por la CDU, aunque Kretschmer lo descartó en repetidas ocasiones. Si no se elige un Ministro-Presidente en los cuatro meses siguientes a la primera sesión del Landtag (fecha límite: 1 de febrero de 2025), la constitución del estado exige la disolución del Landtag y la celebración de nuevas elecciones.
A pesar de las declaraciones previas de Kretschmer, los líderes de la CDU y del SPD anunciaron el 15 de noviembre que habían iniciado negociaciones para formar una coalición minoritaria. Kretschmer afirmó que habría un "proceso de consulta" con los demás partidos, incluida la AfD, antes de que se presentara cualquier legislación para garantizar que tuviera el apoyo suficiente para aprobarse. BSW puso como condiciones para apoyar al gobierno el compromiso de detener los recortes en el gasto social y una política más dura hacia la inmigración ilegal.
El 4 de diciembre, la CDU y el SPD anunciaron que habían completado un acuerdo de coalición. La coalición minoritaria tiene 51 escaños, 10 menos que la mayoría.El acuerdo fue ratificado por ambos partidos y firmado el 17 de diciembre.
No estaba claro cómo conseguir el apoyo necesario para la reelección de Kretschmer como ministro-presidente. La Izquierda también lo condicionó a que se revirtieran los recortes del gasto social, mientras que Los Verdes lo descartaron categóricamente después de que los atacara duramente durante la campaña. La AfD declaró que sólo apoyaría un gobierno minoritario si estuviera formado únicamente por la CDU.

### Elección de Ministro-Presidente
La constitución del estado exige una mayoría absoluta (61 de 120) para cualquier candidato a Ministro-Presidente en la primera votación. Cualquier miembro puede nominar a un candidato. Si ningún candidato resulta elegido, se lleva a cabo una segunda y última votación en la que resulta elegido el candidato con la mayoría de votos.La elección estaba prevista para el 18 de diciembre.
El líder de la AfD, Jörg Urban, se presentó como candidato a ministro-presidente.Matthias Berger, el líder de los Votantes Libres que se sienta como independiente, también se presentó a las elecciones y propuso un gobierno tecnocrático.
Para evitar una posible repetición del "momento Kemmerich", que provocó la crisis del gobierno de Turingia en 2020 después de que fuera elegido Ministro-Presidente con votos inesperados de la AfD, los Verdes propusieron cambiar las reglas para permitir un voto explícito "en contra de todos" en la segunda vuelta. Las reglas actuales brindan opciones de sí o no solo cuando hay un candidato. Si hay varios candidatos, los miembros deben votar por uno de ellos o abstenerse.Esta propuesta se hizo antes de ambas votaciones y fue rechazada en ambas ocasiones.
| Elección de Ministro-Presidente |           |            |
| Votación →                      | Primera   | Segunda    |
| Mayoría requerida →             | 61 de 120 | Pluralidad |
| Michael Kretschmer              | 55 / 120  | 69 / 120   |
| Matthias Berger                 | 6 / 120   | 39 / 120   |
| Abstención/inválido             | 19 / 120  | 11 / 120   |
| Jörg Urban                      | 40 / 120  | 1 / 120    |